# دراسة المخاطر وقابلية التشغيل
دراسة المخاطر وقابلية التشغيل (HAZOP) هي فحص منظم ومنهجي لعملية أو عملية معقدة أو قائمة من أجل تحديد وتقييم المشكلات التي قد تمثل مخاطر على الأفراد أو المعدات. القصد من تنفيذ دراسة المخاطر وقابلية التشغيل هو مراجعة التصميم لالتقاط مشكلات التصميم والهندسة التي ربما لم يتم العثور عليها لولا ذلك. تعتمد التقنية على تقسيم التصميم المعقد الكلي للعملية إلى عدد من الأقسام الأبسط تسمى «العقد» والتي تتم مراجعتها بعد ذلك بشكل فردي. يتم تنفيذه من قبل فريق متعدد التخصصات ذو خبرة مناسبة (دراسة المخاطر وقابلية التشغيل) خلال سلسلة من الاجتماعات. تقنية دراسة المخاطر وقابلية التشغيل نوعية، وتهدف إلى تحفيز خيال المشاركين لتحديد المخاطر المحتملة ومشاكل التشغيل. يتم إعطاء الهيكل والتوجيه لعملية المراجعة من خلال تطبيق مطالبات موحدة لكلمة دليل لمراجعة كل عقدة. المعيار الدولي ذي الصلة يدعو أعضاء الفريق إلى إظهار «الحدس وحسن التقدير» وعقد الاجتماعات في «مناخ من التفكير الإيجابي والمناقشة الصريحة».
تم تطوير تقنية دراسة المخاطر وقابلية التشغيل في البداية في الستينيات لتحليل أنظمة العمليات الكيميائية الرئيسية ولكن تم توسيعها منذ ذلك الحين لتشمل مجالات أخرى، بما في ذلك عمليات التعدين وأنواع أخرى من أنظمة العمليات والأنظمة المعقدة الأخرى مثل تشغيل محطة الطاقة النووية وتطوير البرامج. كما أنها تستخدم كأساس لمراجعة عمليات الدُفعات وإجراءات التشغيل.

## طريقة
يتم تطبيق الطريقة على «العمليات» المعقدة التي تتوفر لها معلومات تصميم كافية، ومن غير المحتمل أن تتغير بشكل كبير. يجب تحديد هذا النطاق من البيانات بشكل صريح واعتباره أساس «نية التصميم» لدراسة المخاطر وقابلية التشغيل. على سبيل المثال، سيكون المصمم الحكيم قد سمح بالتغيرات المتوقعة في العملية لإنشاء مظروف تصميم أكبر من مجرد المتطلبات الأساسية، وسوف تبحث دراسة المخاطر وقابلية التشغيل في الطرق التي قد لا يكون هذا كافيًا بها.
بالنسبة لمصنع العمليات، يتم اختيار العقد بحيث يمكن تحديد نية تصميم ذات مغزى لكل منها ويتم الإشارة إليها بشكل شائع في مخطط الأنابيب والأجهزة (P & IDs) ومخطط تدفق العملية (PFD). يجب أن يكون مدى كل عقدة مناسبًا لتعقيد النظام وحجم المخاطر التي قد يشكلها. ومع ذلك سيحتاج أيضًا إلى الموازنة بين «العقد الكبيرة جدًا والمعقدة» (عدد أقل من العقد، ولكن قد لا يتمكن أعضاء الفريق من النظر في المشكلات داخل العقدة بأكملها مرة واحدة) و«صغيرة جدًا وبسيطة» (العديد من العقد التافهة والمتكررة، يجب مراجعة كل منها بشكل مستقل وتوثيقها).
لكل عقدة بدورها يستخدم فريق دراسة المخاطر وقابلية التشغيل قائمة بالكلمات الإرشادية الموحدة ومعلمات العملية لتحديد الانحرافات المحتملة عن نية التصميم. لكل انحراف، ويحدد فريق الأسباب الممكنة والعواقب المحتملة ثم يقرر (مع تأكيد تحليل المخاطر لاحقا إذا لزم الأمر) ما إذا كانت الضمانات الحالية كافية، أو ما إذا كان العمل لتثبيت ضمانة إضافية أمر ضروري للحد من المخاطر إلى مستوى مقبول.
تعد درجة التحضير لدراسة المخاطر وقابلية التشغيل أمرًا بالغ الأهمية للنجاح العام للمراجعة - معلومات التصميم «المجمدة» المقدمة لأعضاء الفريق مع توفير الوقت لهم للتعرف على العملية، والجدول الزمني المناسب المسموح به لأداء دراسة المخاطر وقابلية التشغيل، توفير من أفضل أعضاء الفريق لدورهم. يجب على أولئك الذين يقومون بجدولة دراسة المخاطر وقابلية التشغيل أن يأخذوا في الاعتبار نطاق المراجعة، وعدد العقد التي سيتم مراجعتها، وتوفير رسومات التصميم والوثائق المكتملة والحاجة إلى الحفاظ على أداء الفريق على مدى إطار زمني ممتد. قد يحتاج أعضاء الفريق أيضًا إلى أداء بعض مهامهم العادية خلال هذه الفترة ويمكن لأعضاء فريق دراسة المخاطر وقابلية التشغيل أن يفقدوا التركيز ما لم يُتاح لهم الوقت الكافي لتحديث قدراتهم العقلية.
يجب أن تدار اجتماعات الفريق من قبل ميسر دراسة المخاطر وقابلية التشغيل المستقل والمدرب والمسؤول عن الجودة الشاملة للمراجعة، بالاشتراك مع كاتب مخصص لحضور الاجتماعات. «يعتمد نجاح دراسة دراسة المخاطر وقابلية التشغيل بشدة على يقظة أعضاء الفريق وتركيزهم، وبالتالي من المهم أن تكون الجلسات محدودة المدة وأن تكون هناك فترات مناسبة بين الجلسات. إن كيفية تحقيق هذه المتطلبات تقع في النهاية على عاتق قائد الدراسة».
بالنسبة لمصنع كيماويات متوسط الحجم حيث يبلغ إجمالي عدد العناصر التي يتعين النظر فيها هو 1200 (بنود من المعدات والأنابيب أو عمليات نقل أخرى فيما بينها) ستكون هناك حاجة إلى حوالي 40 اجتماعًا من هذا القبيل. تتوفر الآن برامج مختلفة للمساعدة في الاجتماعات.

### دليل الكلمات والمعلمات
من أجل تحديد الانحرافات، يطبق الفريق (بشكل منهجي، بالترتيب) مجموعة من الكلمات الإرشادية لكل عقدة في العملية. لتحفيز المناقشة، أو لضمان الاكتمال، قد يكون من المفيد أيضًا النظر صراحةً في المعلمات المناسبة التي تنطبق على هدف التصميم. هذه كلمات عامة مثل التدفق ودرجة الحرارة والضغط والتركيب. يشير المعيار الحالي إلى أنه يجب اختيار الكلمات الإرشادية المناسبة للدراسة وليست محددة جدًا (تقييد الأفكار والمناقشة) ولا عامة جدًا (السماح بفقدان التركيز). مجموعة قياسية إلى حد ما من الكلمات الإرشادية (المعطاة كمثال في الجدول 3) هي كما يلي:
| كلمة ارشادية          | المعنى                    |
| --------------------- | ------------------------- |
| لا                    | إنكار كامل لنية التصميم   |
| أكثر                  | زيادة كمية                |
| أقل                   | انخفاض كمي                |
| إلى جانب              | التعديل / الزيادة النوعية |
| جزء من                | التعديل / النقص النوعي    |
| عكس                   | عكس منطقي لنية التصميم    |
| غير ذلك / بدلا من ذلك | استبدال كامل              |
| مبكر                  | بالنسبة إلى وقت الساعة    |
| متأخر                 | بالنسبة إلى وقت الساعة    |
| قبل                   | تتعلق بالترتيب أو التسلسل |
| بعد                   | تتعلق بالترتيب أو التسلسل |

(تنطبق الكلمات الإرشادية الخمس الأخيرة على العمليات المجمعة أو المتسلسلة.) عندما تكون كلمة إرشادية قابلة للتطبيق بشكل مفيد على معلمة على سبيل المثال لا تدفق، أكثر من درجة الحرارة، يجب تسجيل توليفتها على أنها انحراف محتمل موثوق (عن قصد التصميم) يتطلب مراجعة.
يمكن أيضًا إجراء دراسات من نوع دراسة المخاطر وقابلية التشغيل من خلال النظر في الكلمات الإرشادية القابلة للتطبيق وتحديد العناصر التي تنطبق عليها أو من خلال النظر في المعلمات المرتبطة بعناصر النبات وتطبيق الكلمات الإرشادية بشكل منهجي؛ على الرغم من أن هذا النهج الأخير لم يتم ذكره في المعيار ذي الصلة، إلا أن أمثلة المخرجات الخاصة به تتضمن دراسة (B3) مسجلة بهذه الطريقة. يقدم الجدول التالي نظرة عامة على الكلمة الإرشادية شائعة الاستخدام - أزواج المعلمات والتفسيرات الشائعة لها.
| معلمة / كلمة إرشادية             | أكثر                 | أقل                 | بلا                  | يعكس          | إلى جانب           | جزء من         | غير ذلك              |
| -------------------------------- | -------------------- | ------------------- | -------------------- | ------------- | ------------------ | -------------- | -------------------- |
| تدفق                             | تدفق عالية           | تدفق منخفض          | لا تدفق              | التدفق العكسي | تركيز منحرف        | تلوث إشعاعي    | مادة منحرفة          |
| ضغط                              | ضغط مرتفع            | ضغط منخفض           | فراغ                 |               | دلتا- ص            |                | انفجار               |
| درجة حرارة                       | درجة حرارة عالية     | درجة حرارة منخفضة   |                      |               |                    |                |                      |
| مستوى                            | مستوى عال            | مستوى منخفض         | لا مستوى             |               | مستوى مختلف        |                |                      |
| زمن                              | طويل جدا / متأخر جدا | قصير جدًا / قريب جدًا | تم تخطي خطوة التسلسل | إلى الوراء    | الإجراءات المفقودة | إجراءات إضافية | توقيت خطا            |
| الإثارة                          | خلط سريع             | خلط بطيء            | لا خلط               |               |                    |                |                      |
| رد فعل                           | رد فعل سريع / هارب   | رد فعل بطيء         | لا رد فعل            |               |                    |                | رد فعل غير مرغوب فيه |
| بدء التشغيل / الإغلاق            | سريع جدا             | بطئ جدا             |                      |               | غاب عن الإجراءات   |                | وصفة خاطئة           |
| الصرف / التنفيس                  | طويل جدا             | قصيرة جدا           | بلا                  |               | ضغط منحرف          | توقيت خاطئ     |                      |
| إدخال                            | ضغط مرتفع            | ضغط منخفض           | بلا                  |               |                    | تلوث اشعاعى    | المواد خاطئة         |
| فشل الأداة (هواء الجهاز، الطاقة) |                      |                     | فشل                  |               |                    |                |                      |
| فشل نظام التحكم الموزع (DCS)     |                      |                     | فشل                  |               |                    |                |                      |
| صيانة                            |                      |                     | بلا                  |               |                    |                |                      |
| الاهتزازات                       | منخفض جدا            | مرتفع جدا           | بلا                  |               |                    |                | تردد خاطئ            |

بمجرد تحديد أسباب وتأثيرات أي مخاطر محتملة، يمكن تعديل النظام قيد الدراسة لتحسين سلامته. يجب أن يخضع التصميم المعدل بعد ذلك إلى دراسة المخاطر وقابلية التشغيل آخر، لضمان عدم إضافة مشاكل جديدة.
يمكن أيضًا تطبيق هذه التقنية في حالة عدم توفر معلومات التصميم بشكل كامل وقد يكون القيام بذلك مفيدًا في التخلص من التصميمات البديلة، قبل استثمار الكثير من الوقت فيها. ومع ذلك، عندما يكون التصميم مطلوبًا لتنفيذ دراسة المخاطر وقابلية التشغيل للوفاء بالمتطلبات التشريعية أو التنظيمية، لا يمكن اعتبار هذا الاجتماع المبكر متوافقًا مع هذا المطلب.
«غالبًا ما ارتبط مصطلح دراسة المخاطر وقابلية التشغيل، بالمعنى العام، ببعض تقنيات تحديد المخاطر الأخرى. يعتبر استخدام المصطلح مع مثل هذه الأساليب غير مناسب ومستبعد من هذه الوثيقة».

## فريق
دراسة المخاطر وقابلية التشغيل هي جهد جماعي. يجب أن يكون الفريق صغيرًا بقدر الإمكان بما يتفق مع امتلاكهم المهارات والخبرات ذات الصلة يوصى بحجم فريق بحد أدنى 4-5 في عملية كبيرة سيكون هناك العديد من اجتماعات دراسة المخاطر وقابلية التشغيل وقد يتغير الأفراد داخل الفريق حيث يلزم وجود متخصصين مختلفين ونواب مطلوبين للأدوار المختلفة. قد يشارك ما يصل إلى 20 فردًا ولكن يوصى بألا يتجاوز الفريق 7-8 في أي وقت (سيحقق الفريق الأكبر تقدمًا أبطأ مع إضافة التكاليف إلى حد كبير). يجب أن يكون لكل عضو في الفريق دور محدد على النحو التالي لاحظ أن تكرار الأدوار (على سبيل المثال العميل والمقاول وممثلي إدارة المشروع) يجب تجنبه:
| اسم                                                    | دور                                                                                               | تعليق |
| ------------------------------------------------------ | ------------------------------------------------------------------------------------------------- | --- |
| قائد الدراسة / رئيس مجلس الإدارة / الميسر (حاضر متفرغ) | لإدارة اجتماعات الفريق                                                                            | شخص من ذوي الخبرة في قيادة دراسة المخاطر وقابلية التشغيل، وهو على دراية بهذا النوع من العمليات ولكنه مستقل عن فريق التصميم. مسؤول عن التقدم عبر سلسلة العقد وإدارة مناقشات الفريق والحفاظ على دقة السجل وضمان وضوح الإجراءات الموصى بها وتحديد الإجراءات المناسبة. |
| مسجل / سكرتير / كاتب (حاضر متفرغ)                      | لدقيقة اجتماعات الفريق                                                                            | لتوثيق الأسباب والنتائج والضمانات والإجراءات المحددة لكل انحراف ولتسجيل استنتاجات مناقشات الفريق (بدقة ولكن بشكل مفهوم)، لتوثيق المشاكل والتوصيات |
| مصمم العمليات / المهندس (حاضر متفرغ)                   | تمثيل الفريق الذي صمم العملية                                                                     | لتقديم تفاصيل نية التصميم أو شرح أي معلومات إضافية |
| المشغل / المستخدم (حاضر متفرغ)                         | تمثيل أولئك الذين سيديرون العملية                                                                 | النظر في العملية والأسباب والعواقب المحتملة للانحرافات للتشكيك في قابلية تشغيله للعملية |
| أخصائي الانضباط / البائع (حضور بدوام جزئي)             | تقديم التوجيه المتخصص للفريق؛ على سبيل المثال الأجهزة، أخصائي العوامل البشرية، معدات الطرف الثالث | لتوفير المعرفة التقنية المتخصصة غير المتاحة داخل الفريق، على سبيل المثال أنظمة التحكم المجهزة وتحليل الموثوقية البشرية وتصميم وتشغيل معدات الطرف الثالث (البائع)                                                                                                   |
| عامل صيانة (حضور بدوام جزئي)                           | توفير التوجيه المتخصص للفريق بشأن مشكلات الصيانة                                                  | النظر في صيانة معدات المصنع والتشكيك في إمكانية صيانتها. |

في المنشورات السابقة، تم اقتراح أن قائد الدراسة يمكن أن يكون أيضًا المُسجل ولكن يوصى الآن بأدوار منفصلة بشكل عام.
يمكن أن يؤدي استخدام أجهزة الكمبيوتر وشاشات البروجيكتور إلى تحسين تسجيل محاضر الاجتماع (يمكن للفريق رؤية ما تم تدوينه والتأكد من دقته)، وعرض معرفات المخطط وأجهزته ليراجعها الفريق، وتوفير معلومات موثقة تكميلية للفريق وتسجيل المشكلات غير المتعلقة بدراسة المخاطر وقابلية التشغيل التي قد تنشأ أثناء المراجعة، مثل تصحيحات الرسم والمستندات والتوضيحات. يتوفر الآن برنامج متخصص من عدة موردين لدعم تسجيل محاضر الاجتماعات وتتبع استكمال الإجراءات الموصى بها.

## تاريخ
على الرغم من أن عددًا من الشركات كانت تتعامل مع هذه المشكلة، إلا أن هذه التقنية يُنظر إليها عمومًا على أنها نشأت في قسم الكيماويات العضوية الثقيلة في إمبريال للصناعات الكيماوية (ICI)، والتي كانت آنذاك شركة كيميائية بريطانية وعالمية كبرى. تم وصف التاريخ من قبل تريفور كليتز الذي كان مستشار السلامة للشركة من عام 1968 إلى عام 1982، والذي تم استخلاص ما يلي منه.
في عام 1963 التقى فريق من 3 أشخاص لمدة 3 أيام في الأسبوع لمدة 4 أشهر لدراسة تصميم مصنع الفينول الجديد. بدأوا بتقنية تسمى الفحص النقدي والتي تطلب بدائل، لكنهم غيروا ذلك للبحث عن الانحرافات. تم تنقيح الطريقة بشكل أكبر داخل الشركة، تحت اسم دراسات قابلية التشغيل وأصبحت المرحلة الثالثة من إجراءات تحليل المخاطر (يتم تنفيذ المرحلتين الأوليين في مرحلتي المفاهيم والمواصفات) عندما يتم إنتاج التصميم التفصيلي الأول.
في عام 1974 تم تقديم دورة السلامة لمدة أسبوع واحد بما في ذلك هذا الإجراء من قبل معهد المهندسين الكيميائيين (IChemE) في جامعة تيسايد. بعد وقت قصير من كارثة فليكسبور [الإنجليزية]، تم حجز الدورة بالكامل، كما كان الحال في السنوات القليلة اللاحقة. في نفس العام تم نشر الورقة الأولى في الأدب المفتوح. في عام 1977 نشرت جمعية الصناعات الكيماوية دليلاً. حتى هذا الوقت لم يتم استخدام مصطلح HAZOP في المنشورات الرسمية. أول من فعل ذلك كان تريفور كليتز في 1983، مع ما كان في الأساس ملاحظات الدورة (المنقحة والمحدثة) من دورات معهد المهندسين الكيميائيين. بحلول هذا الوقت أصبحت دراسات المخاطر وقابلية التشغيل جزءًا متوقعًا من دورات درجة الهندسة الكيميائية في المملكة المتحدة.